# Pedro Buchardo
Pedro Buchardo (Carmen, Santa Fe, Argentina; 1916 - Buenos Aires, Argentina; 1971) fue un actor argentino de cine, teatro, radio y televisión.

## Filmografía
- Un guapo del 900 (1971)
- La guita (1970)
- Gitano (1970)
- Los mochileros (1970)
- La cosecha (1970)
- Amalio Reyes, un hombre (1970)
- El señor Presidente (inédita)  (1969)
- Quiero llenarme de ti (1969)
- Los contrabandistas  (mediometraje) (1967)
- Gente conmigo (1965)
- Tres historias fantásticas (1964)
- Asalto en la ciudad (1961) …Policía
- Luna Park (1960) …Céspedes
- El bote, el río y la gente (1960)
- Los de la mesa 10 (1960)
- Procesado 1040 (1958) …Policía
- Del otro lado del puente (1953)
- Captura recomendada (1950) …Periodista 1
- Edición Extra (1949) …Periodista 2
- Nunca te diré adiós (1947)
- El muerto falta a la cita (1944)
- La importancia de ser ladrón (1944)

## Radio
- La enemiga ausente, junto a Oscar Casco e Hilda Bernard.
- Tres sonrisas y un grito, original de Abel Santa Cruz, con la actuación de Eva Franco, Roberto Airaldi, Mabel Paz y Meneca Norton dirigidos por Catrano Catrani.

## Televisión
- 1956: Ciclo de teatro policial (ep. "Veneno").
- 1957: Historias fantásticas de suspenso / Historias de suspenso (ep. "La viuda" y "Teresa Solano")
- 1958: Nuestra Familia
- 1959: Gran teatro brillante (ep. "Un héroe sin historia" y "La ilusión de Silestre / La gran ilusión")
- 1960: La mujer y el héroe
- 1961: Yo soy usted
- 1961: El teatro y sus éxitos (ep. "El pan de la locura")
- 1963: Teleteatro, en el episodio Provocar a Dios, con Jorge Salcedo e Inés Moreno
- 1966/1969: El teatro de Alfredo Alcón
- 1970: Sainetes de ayer y de siempre
- 1970: Esta noche... miedo
- 1971: Jueves sorpresa[2]
- Señoritas alumnas
- Aquel pasado malevo
- Juan Carlos Chiappe presenta
- Qué le importa a Buenos Aires
- Muchachos de mi barrio

## Teatro
- 1962: Los Cáceres en el papel del Padre Alesio, dirigido por Armando Discépolo y en el Teatro San Martín, junto a Enrique Fap y Eva Franco.
- 1964: El reñidero de Sergio De Cecco, junto a Juana Hidalgo, Vera Lebán, Luis Medina Castro, M. Santángelo, Elisa Stella.
- 1965: Jubilación en trámite, con  Pierina Dealessi, Tina Helba y Aldo Kaiser.[3]
- 1967: El vergonzoso en el palacio (en el papel del Duque de Avero) en el Teatro El Álamo, junto a Thelma Biral, Elena Petraglia, Esteban Machado, Daniel Figueredo, Luis Brandoni, Graciela Araujo, Nené Malbrán y Francisco Rullán, entre otros.[4]

## Galardones
En 1960 recibió un Premio Martín Fierro, en la labor mejor actor de reparto. En esa gala fue nominado como mejor revelación masculina.